# ビャーネ・ストロヴストルップ
ビャーネ・ストロヴストルップ（Bjarne Stroustrup, 1950年12月30日 - ）は、デンマークのオーフス生まれの計算機科学者。プログラミング言語「C++」の開発で知られる。

## 経歴
1975年、オーフス大学で計算機科学と数学の修士号を取得。卒業後イギリスに渡り、1979年にケンブリッジ大学で計算機科学の博士号を取得。その後家族とともにアメリカ合衆国ニュージャージー州に渡り、AT&Tベル研究所に大規模プログラミング研究部部長として勤務。C言語を拡張し、オブジェクト指向プログラミングを可能にした言語であるC++を1983年に開発した。2002年にベル研究所を退所し、テキサス州立テキサスA&M大学の計算機科学教授を務めた。2014年よりモルガン・スタンレーのテクノロジー部門でマネージングディレクターを務めている。その間、コロンビア大学工学部の客員教授兼務を経て、2022年より正教授に就任している。
2004年、全米技術アカデミーの会員に選出される。2017年ファラデー・メダル、2018年チャールズ・スターク・ドレイパー賞受賞。

## 名前
ファーストネームは「ビアルネ」「ビャーン」「ビョーン」、ファミリーネームは「ストラウストラップ」「ストゥロウストゥループ」などとも書かれる。本人による自身の名前の発音がビャーネ・ストロヴストルップのウェブサイトにある。

## 主要な著書
『The C++ Programming Language』
Addison-Wesley Pub Co;
4th edition (May 19, 2013)
ISBN 978-0321563842
『プログラミング言語C++第4版』
翻訳:柴田望洋
ISBN 978-4797375954
『C++の設計と進化』 (The Design and Evolution of C++)
翻訳: 岩谷宏
監修: επιστημη
ISBN 978-4797328547